# Daniel Córdoba
Daniel Antonio Córdoba (La Plata, Argentina; 14 de enero de 1957) es un entrenador argentino. Actualmente esta sin club tras dirigir al Universitario de Vinto de la primera división de Bolivia.  

## Trayectoria

### Primeros años
Daniel "el profe" Córdoba, nació un 14 de enero de 1957 en una casa de 54 entre 18 y 19 de la ciudad de La Plata. Madre modista y padre obrero empleado del frigorífico Swift de Berisso, se encargó de armarse una carrera profesional sobre la base del conocimiento adquirido en la UNLP que lo llevó a ser reconocido a nivel internacional en muchos clubes en los que le tocó trabajar.

### Inicios de su carrera
Irrumpió en el fútbol a fines de la década de los ochenta como preparador físico. Su comienzo fue en el Club Defensores de Cambaceres de la localidad de Ensenada, la cuarta categoría del fútbol argentino y el técnico que lo convocó era Miguel Ignomiriello. 
En su segunda experiencia, fue ayudante de Jorge Ginarte en Talleres de Remedios de Escalada.
En 1990 fue preparador físico y ayudante del Club Atlético Lanús que consiguió el ascenso a primera división siendo Miguel Ángel Russo el director técnico. 
Con el descenso consumado de Estudiantes de La Plata en 1994, Miguel Ángel Russo y Eduardo Luján Manera tomaron las riendas de un Estudiantes que ascendió en tiempo récord. También fue el "profe" Córdoba el preparador físico del plantel. 
Ya al año siguiente, Estudiantes volvió a estar comprometido en la tabla de los promedios. Se fueron Russo y Manera, y el presidente de ese entonces, Daniel de La Fuente, le ofrece el cargo de entrenador del equipo de primera división.
Ese año con Córdoba como técnico, ganaron el 95% de los puntos, y el clásico a Gimnasia y Esgrima de visitante por 3 a 0.
Luego comenzó una carrera como entrenador con altos y bajos en muchos clubes de Argentina, Paraguay, Perú y Bolivia. 
Además, trabajó como columnista y analista en distintos canales de televisíon y medios gráficos.
En el 2023 fue precandidato a senador bonaerense por la agrupación política "Política Abierta para la Integridad Social" (PAIS).

## Mención y reconocimiento
El entrenador campeón del mundo en 2023 de la selección argentina, Lionel Scaloni, realizó la rueda de prensa previa al partido contra Colombia por las Eliminatorias 2026 y destacó al "Profe" Córdoba en su etapa en Estudiantes.   

## Estadísticas como entrenador
| Club                    | País      | Año       | P. D. | P. G. | P. E. | P. P. | Efectividad |
| ----------------------- | --------- | --------- | ----- | ----- | ----- | ----- | ----------- |
| Estudiantes de la Plata | Argentina | 1995-1997 | 78    | 25    | 17    | 36    | 37.26%      |
| Colón de Santa Fe       | Argentina | 1997-1998 | 16    | 5     | 5     | 6     | 38.89%      |
| Platense                | Argentina | 1998-1999 | 10    | 1     | 4     | 5     | 66.66%      |
| Chacarita Juniors       | Argentina | 2000      | 18    | 5     | 6     | 7     | 52.25%      |
| Lanús                   | Argentina | 2002      | 7     | 4     | 2     | 1     | 52.25%      |
| Olimpia                 | Paraguay  | 2005      | 17    | 2     | 7     | 8     | 57.89%      |
| Central Córdoba         | Argentina | 2011-2012 | 34    | 9     | 13    | 12    | 50.98%      |
| Sport Huancayo          | Perú      | 2013-2014 | 22    | 5     | 6     | 11    | 50.45%      |
| Independiente Rivadavia | Argentina | 2015      | 12    | 2     | 2     | 8     | 50.8%       |
| Universitario de Vinto  | Bolivia   | 2016-2017 | 34    | 11    | 10    | 13    | 25.64%      |
| Total                   | Total     | Total     | 248   | 70    | 72    | 105   | 37.91%      |